# Europa settentrionale

L'Europa settentrionale secondo il geoschema delle Nazioni Unite.
Europa meridionale
Europa occidentale
Europa orientale
Europa settentrionale

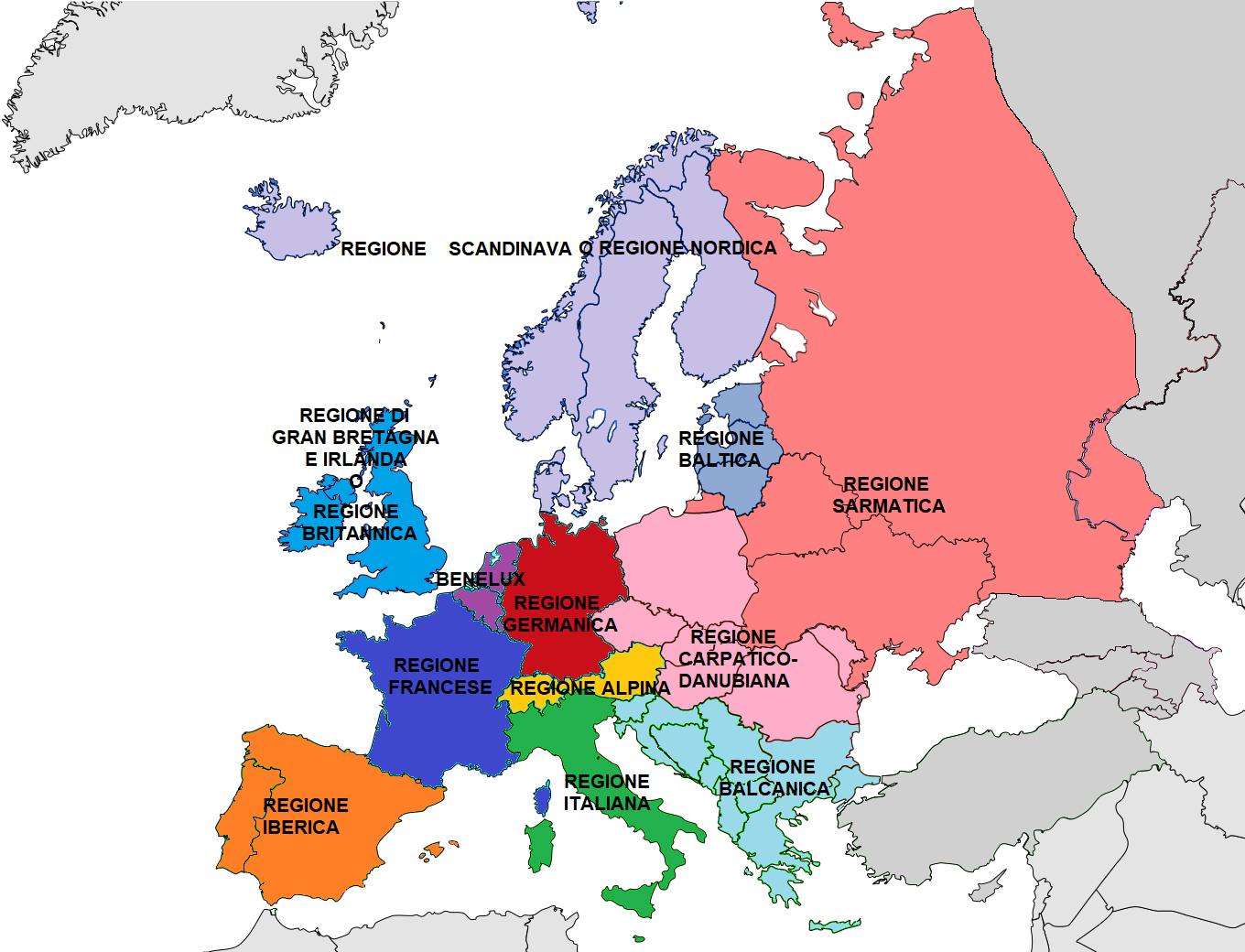
L'Europa settentrionale secondo la suddivisione del continente in dodici regioni

     Europa meridionale
     Europa occidentale
     Europa orientale
     Europa settentrionale
L'Europa settentrionale (o Europa del Nord, o Nord Europa) è la parte settentrionale del continente europeo. Esistono varie convenzioni sui confini dell'Europa settentrionale e sugli Stati che vi ricadono. Secondo un diffuso modo di vedere, appartengono all'Europa settentrionale Norvegia, Svezia, Finlandia, Islanda e Danimarca. In base alla ripartizione del globo in macroregioni da parte delle Nazioni Unite include invece otto Stati.
Secondo il criterio più diffuso:
- Danimarca
- Finlandia
- Islanda
- Norvegia
- Svezia

Secondo il geoschema delle Nazioni Unite:
- Danimarca
- Estonia
- Finlandia
- Islanda
- Norvegia
- Svezia
- Regno Unito
- Irlanda
- Lettonia
- Lituania

## Descrizione
Il concetto di Europa settentrionale spesso corrisponde a quello di Paesi nordici, che include Norvegia, Svezia e Finlandia (comprese le isole Åland, le Fær Øer e le isole Svalbard), stati che formano il Consiglio nordico.
Secondo il geoschema delle Nazioni Unite, nell'Europa settentrionale è compreso anche l'arcipelago britannico (incluse l'Isola di Man e le Isole del Canale), altrimenti considerato parte dell'Europa occidentale. Sempre secondo il geoschema delle Nazioni Unite, nell'Europa settentrionale sono compresi anche i Paesi baltici, ossia Estonia, Lettonia e Lituania, normalmente considerati una regione a parte o inclusi nell'Europa orientale, in quanto Stati post-sovietici.
I territori russi della Carelia e della penisola di Kola, pur essendo anch'essi geograficamente nella zona più settentrionale d'Europa, a causa della appartenenza politica alla Russia non sono normalmente considerati parte della regione dell'Europa settentrionale. Prima del XIX secolo, il termine nordico o settentrionale era comunemente usato per riferirsi all'insieme di Paesi nordici, Russia europea e Paesi baltici (al tempo la Livonia e Curlandia).
Nell'Età antica, quando l'Europa era dominata dalla regione mediterranea (Impero romano), ogni parte del continente non contigua all'impero era definita come Europa del Nord.  Questo significato è tuttora errato, tolto in rari contesti, come nelle trattazioni sul Rinascimento settentrionale. Nell'era medievale, il termine (Ultima) Thule era usato per riferirsi a un luogo semi-mitico nelle estreme regioni settentrionali del continente.
Nel contesto dell'Unione europea, sono comunemente appartenenti al gruppo settentrionale:
- la Danimarca, la Svezia, la Finlandia, a nord
- l'Irlanda, a ovest
- la Germania, il Belgio, i Paesi Bassi, a sud
- la Polonia, la Lituania, la Lettonia e l'Estonia, a est.

Il Danevirke e il canale della Manica sono spesso considerati come linea di demarcazione tra Europa del Nord e del Sud poiché, almeno ad ovest, la maggior parte delle terre a sud della linea era governata dai Franchi con Carlo Magno, mentre la parte a nord della linea era del Regno d'Inghilterra, sotto Canuto il Grande.

## Caratteristiche comuni
Gli standard di vita dei Paesi nordici (Norvegia, Danimarca, Svezia, Islanda, Finlandia) sono tra i più avanzati al mondo, tanto che si trovano ai primi posti nella classifica dell'indice di sviluppo umano, nella classifica della qualità di vita e nelle classifiche di libertà d'espressione e di stampa. Essi risultano in ottime posizioni anche per la competitività economica. Risultano inoltre tra i Paesi più felici del mondo, tra i Paesi con una democrazia più efficiente del mondo e tra i Paesi di più alto livello per ricerca e sviluppo.
I Paesi nordici basano il proprio sistema economico-sociale sul cosiddetto modello nordico, ovvero un modello di ispirazione socialdemocratica, che si fonda infatti sul sostegno ad uno stato sociale, su un'economia mista e su un forte welfare che prevede una forte promozione dell'uguaglianza di status e un elevato livello di protezione sociale, definito spesso "dalla culla alla tomba" per la rigorosa tutela fornita dallo Stato dal momento della nascita del cittadino alla sua morte.